# Maskermonarch
De maskermonarch (Monarcha melanopsis) is een zangvogel uit de familie Monarchidae (monarchen).

## Verspreiding en leefgebied
Deze soort is endemisch in oostelijk Australië van noordoostelijk Queensland tot zuidoostelijk Victoria.

## Status
De grootte van de populatie is niet gekwantificeerd maar de soort wordt omschreven als plaatselijk algemeen in het noorden van zijn verspreidingsgebied en schaarser elders. Op de Rode lijst van de IUCN heeft deze soort de status niet bedreigd.